# Часы Шорта
Часы Шорта со свободным маятником — точные электромеханические маятниковые астрономические часы, изобретённые в 1921 году английским железнодорожным инженером Уильямом Гамильтоном Шортом (William Hamilton Shortt) при участии известного часовщика Фрэнка Хоупа-Джонса (Frank Hope-Jones) и производимые компанией Synchronome в Лондоне. До изобретения в 1954 году советским инженером Ф. М. Федченко часов АЧФ, они были наиболее точными маятниковыми часами в мире. С момента создания и до конца 1940-х годов были эталоном хранения времени и закупались для астрономических и военно-морских обсерваторий, научных институтов и служб точного времени по всему миру, но затем уступили место кварцевым часам. Часы Шорта были первым устройством определения времени, которое было точнее, чем Земля ; в 1926 году они были использованы для определения мельчайших сезонных изменений в скорости вращения планеты. Стандартная точность часов Шорта была порядка 1 секунды в год, хотя более поздние измерения показали, что эти часы были ещё более точными. В период с 1922 по 1956 годы было произведено около 100 экземпляров часов.
Часы имели два маятника. Один из них, «свободный» (англ. master), был помещён в колбу с разреженной атмосферой и обеспечивал точность часов. Второй, «рабочий» (англ. slave pendulum), был синхронизирован со свободным посредством электрической цепи и электромагнитов, а также связан со стрелочной индикацией.

## Описание
Часы Шорта состояли из двух блоков. Первый, представлявший собой медную вакуумную колбу диаметром 26 см и высотой 125 см со свободным маятником внутри, был прикреплён к стене. Второй, вспомогательные точные маятниковые часы, представлявшие собой несколько изменённые контролирующие часы (англ. precision regulator clock) Synchronome, размещались на некотором расстоянии от первого. Однако, в Ликской обсерватории, чтобы исключить возможность любой физической связи между маятниками, рабочий блок размещался даже в другом здании; блоки размещались таким образом, чтобы плоскости колебания маятников были перпендикулярны друг другу. Два блока были связаны электрическими цепями, управлявшими электромагнитами, которые синхронизировали колебания маятников. Стержень свободного маятника и его груз массой в 5,6 килограмм были сделаны из инвара для уменьшения температурного расширения и сжатия размеров маятника, которые приводили бы к изменению периода при изменении температуры. Остаточная скорость температурного расширения компенсировалась до нуля при помощи металлической вставки под отвесом. Воздух из первого блока откачивался при помощи ручного насоса до давления примерно в 30 мм рт. ст. для устранения воздействия изменений атмосферного давления на скорость хода маятника, а также для существенного уменьшения аэродинамического сопротивления, что привело к увеличению добротности маятника с 25 000 до 110 000 и улучшению точности в четыре раза. Эксперименты Шорта показали, что при 30 мм рт. ст. энергия, потребляемая изгибанием подвесной пружины, равна энергии, потребляемой отражением оставшихся молекул воздуха; таким образом, большая степень вакуума не требовалась.
Оба маятника имели длину около 1 метра и были секундными (англ. seconds pendulum), т. е. каждое колебание занимало 1 с, а период составлял 2 с, хотя естественная скорость хода рабочего маятника была чуть меньше. Для поддержания колебаний каждые 30 с маятники получали толчок от специального механизма. В целях наблюдения за состоянием синхронизации рабочие часы имели два циферблата, показывавших время на каждом из маятников. Часы также имели электронный терминал, производивший сигнал с частотой 1 Гц. Этот сигнал мог передавать точное время часам в других городах или транслировать его по радио.

## Позднейшие исследования точности
В 1984 году Пьер Бушерон (фр. Pierre Boucheron) провёл исследование точности часов Шорта, хранившихся в Военно-морской обсерватории США. При помощи современных оптических датчиков, которые позволили засекать точное время колебания маятника без воздействия на него, Бушерон наблюдал скорость хода часов Шорта в сравнении с атомными часами в течение месяца. Он обнаружил, что их отклонение не превышало 200 мкс в сутки, или 1 с в 12 лет, что существенно улучшало предыдущую оценку точности в 1 с в год. Его работа показала, что часы были настолько точными, что позволяли обнаруживать мельчайшие отклонения в гравитации на поверхности Земли, вызванные притяжением Луны и Солнца.